# Lyes Louffok
« Louffok » redirige ici. Pour l’article homophone, voir Loufoque.
Lyes Louffok, né le 3 novembre 1994 dans les Yvelines, est un militant des droits de l'enfant, essayiste et homme politique français.
Après avoir été un enfant placé, il témoigne en 2014 des maltraitances qu'il a subies dans un livre intitulé Dans l'enfer des foyers. Il milite ensuite pour une réforme de l'aide sociale à l'enfance et une meilleure représentativité politique des enfants.
Proche de La France insoumise (LFI), investi par le Nouveau Front populaire (NFP), il se présente sans succès aux élections législatives de 2024 dans la première circonscription du Val-de-Marne puis à l'élection législative partielle de 2025 dans la première circonscription de l'Isère.

## Biographie

### Enfance
Lyes Louffok est confié nourrisson à l'aide sociale à l'enfance (ASE), sa mère étant placée sous tutelle et étant dans l'incapacité de l'élever,. À l'âge de 5 ans, alors qu’il s’épanouit dans sa famille d’accueil, celle-ci déménage et l’administration refuse qu’il la suive, au nom du lien avec sa mère biologique. Il est alors ballotté de familles d'accueil en foyers, confronté à la maltraitance et à la violence avant de pouvoir retrouver la stabilité, à 15 ans, chez une « maman d’accueil » expérimentée et attentive,.

### Témoignage
Conscient des défaillances de l'institution et blessé par son parcours chaotique, celui qui s'est défini comme un « enfant-valise » qu'on pose comme un colis, entreprend pour panser ses plaies de témoigner au nom des enfants placés.
À 17 ans, il commence la rédaction d'un livre de témoignage sur l'« enfer des foyers » dans lequel il dénonce « les aberrations du système administratif et judiciaire de la protection de l’enfance » et la « maltraitance institutionnelle ». Écrit avec l'aide de l'écrivaine Sophie Blandinières, il est publié en 2014. Il dénonce notamment qu'« un SDF sur quatre est un ancien enfant placé ».

### Parcours professionnel
Il passe un CAP de cuisine et milite dans un premier temps auprès de l'association Ni putes ni soumises. Il devient travailleur social auprès de femmes en difficulté ou de personnes sans-abri notamment.
À partir d'avril 2022, il est membre du Conseil national de la protection de l'enfance (CNPE) au titre du collège des personnalités qualifiées.

### Engagement politique
Lors de l'élection présidentielle de 2022, Lyes Louffok soutient le candidat de gauche Jean-Luc Mélenchon.
La France insoumise (LFI) l'investit comme candidat pour le Nouveau Front populaire (NFP) aux élections législatives anticipées de 2024 dans la première circonscription du Val-de-Marne. Qualifié pour le second tour, il est battu dans le cadre d'une triangulaire avec le RN par le candidat LR, Sylvain Berrios, recueillant 36,6 % des suffrages exprimés,.
En octobre 2024, après la démission du député insoumis de la première circonscription de l'Isère Hugo Prevost, accusé de violences sexuelles, La France insoumise parachute Lyes Louffok comme candidat à l'élection législative partielle de janvier 2025. Alors que cette candidature fait l'unanimité dans la section LFI locale et est soutenue par Les Écologistes, le Parti socialiste juge préférable d'investir une personnalité plus ancrée localement, Amandine Germain, qui finit par se désister,. La candidature de Lyes Louffok est alors soutenue par le NFP dans son ensemble, à l'exception de Place publique. Lyes Louffok n'est cependant adhérent d'aucun parti politique. Au premier tour, il arrive en tête, deux points devant l'ancienne députée Camille Galliard-Minier (Renaissance-Ensemble), dans un contexte de faible participation (35,9 %). Au second tour, celle-ci l'emporte par 64,3 % des suffrages exprimés face à Lyes Louffok, alors que la participation s'établit à 38,3 %, en légère hausse par rapport au premier tour.

## Résultats électoraux

### Élections législatives
| Année | Étiquette      | Étiquette | Circonscription     | 1er tour | 1er tour | 1er tour | 2d tour | 2d tour | Issue |
| Année | Étiquette      | Étiquette | Circonscription     | Voix     | %        | Rang     | Voix    | %       | Issue |
| ----- | -------------- | --------- | ------------------- | -------- | -------- | -------- | ------- | ------- | ----- |
| 2024  |                | NFP       | 1re du Val-de-Marne | 19 974   | 33,03    | 1er      | 21 897  | 36,63   | Battu |
| 2025  | 1re de l'Isère | NFP       | 8 495               | 28,33    | 1er      | 11 211   | 35,72   | Battu   |       |

## Publications
- Lyes Louffok et Sophie Blandinières, Dans l'enfer des foyers : Moi, Lyes, enfant de personne, Flammarion, 2014, 257 p. (ISBN 978-2-08-129374-8).

(réédition poche Lyes Louffok et Sophie Blandinières, Dans l'enfer des foyers : Moi, Lyes, enfant de personne, J'ai lu, 2016, 224 p. (ISBN 978-2-290-11920-4)).
- Lyes Louffok et Sophie Blandinières, Si les enfants votaient : plaidoyer pour une politique de l’enfance, Harper Colins, 2022, 189 p. (ISBN 978-2-08-129374-8).

## Adaptations
Le téléfilm L’Enfant de personne, réalisé par Akim Isker et diffusé le 15 novembre 2021 sur France 2, porte à l'écran le parcours de Lyes Louffok. Il remporte deux prix au Festival de la fiction TV de La Rochelle 2021, dont le prix du meilleur unitaire.